# Rudolf I. (Pfalz)

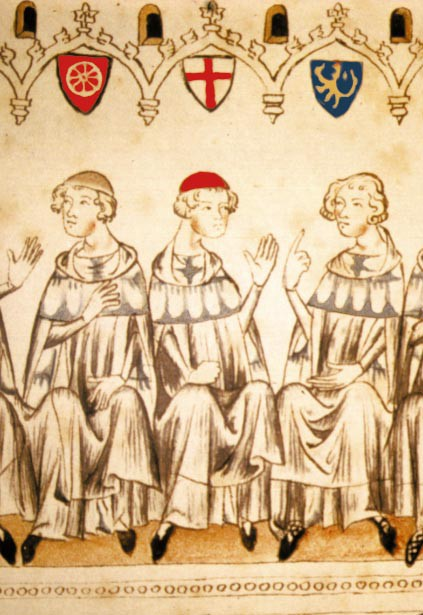
Die Kurfürsten bei der Königswahl 1308: v.l. Peter von Mainz, Balduin von Trier und Rudolf I. (Darstellung aus dem Jahre 1341)

Rudolf I. von der Pfalz, genannt auch Rudolf von Hohenberg (* 4. Oktober 1274 in Basel; † 12. August 1319, möglicherweise im Königreich England), genannt der Stammler, war von 1294 bis 1317 Herzog von Oberbayern und Pfalzgraf bei Rhein. Er wurde zum Stammvater der pfälzischen Linie der Wittelsbacher und damit auch der heute noch lebenden Vertreter dieses Geschlechts.

## Leben

### Frühe Jahre und Herrschaftsbeginn
Rudolfs Vater war Herzog Ludwig II. von Bayern, seine Mutter dessen dritte Gattin Mathilde von Habsburg, die Tochter des römischen Königs Rudolf von Habsburg und der Erbgräfin Gertrud von Hohenberg.
1294 folgte Rudolf seinem verstorbenen Vater als Herzog von Oberbayern und Pfalzgraf bei Rhein nach. Neben anderen Städten wie Amberg, Nabburg und Schwandorf wurde München durch Rudolf begünstigt, schon 1294 wurde die Rudolfinische Handfeste ausgestellt, eine Sammlung der Rechte und Pflichten der Bürger der Stadt München.

### Reichspolitik und Bruderzwist
In der Schlacht bei Göllheim 1298 kämpfte Rudolf, ebenso wie der niederbayerische Herzog Otto, auf der unterliegenden Seite seines Schwiegervaters König Adolf von Nassau, der in dieser Schlacht fiel. Bei der anschließenden Königswahl seines Onkels, des Habsburger Albrecht I., wechselte er auf dessen Seite, geriet aber wegen hausmachtspolitischen Fragen bald wieder mit ihm in Konflikt. Rudolf verbündete sich mit den rheinischen Erzbischöfen gegen den König. Eine Belagerung Heidelbergs durch Albrecht im Jahr 1301 scheiterte zwar; trotzdem musste Rudolf sich ihm unterwerfen, worauf auch die restliche Opposition gegen den König zusammenbrach. Rudolf verlor dabei wichtige Lehen, wie Neumarkt, Donauwörth und Schongau sowie etliche Rheinzölle.
Rudolf war nun auch in die Auseinandersetzungen innerhalb des Hauses Wittelsbach verwickelt. Schon früh befand er sich im Streit mit seinem jüngeren Bruder, dem späteren Kaiser Ludwig IV., der mit Unterstützung der Habsburger und seiner Mutter 1301 seine Beteiligung an der Herrschaft erstritt.
Mathilde wurde sogar 1302 in München von ihrem Sohn Rudolf festgenommen und gezwungen, sich künftig nicht mehr in Regierungsangelegenheiten einzumischen. Nachdem sie wieder frei gekommen war, brach sie das Versprechen und sicherte sich die Unterstützung ihres Bruders König Albrecht. Wie es Herzog Ludwig II. der Strenge in seinem Testament bestimmt hatte, teilte sich Rudolf die Herrschaft in der Pfalzgrafschaft und im Herzogtum Oberbayern nun mit seinem jüngeren Bruder.
1302 gelang den Brüdern eine Einigung mit dem oberbayerischen Adel gegen jede weitere Steuererhebung mit der Schnaitbacher Urkunde. Das zugesicherte Steuerbewilligungsrecht der Landstände markiert zusammen mit der Ottonischen Handfeste des niederbayerischen Herzogs von 1311 den Beginn des Parlamentarismus in Bayern.
Nach König Albrechts Ermordung 1308 verfolgte Rudolf eigene Thronpläne, nahm aber dann 1310 am Italienzug des zum König gewählten Luxemburgers Heinrich VII. teil, brach ihn jedoch frühzeitig ab. Denn im Jahre 1310 brach erneut über das väterliche Erbe in Bayern Streit zwischen den Brüdern Rudolf und Ludwig aus. Es folgte die
Oberbayerische Teilung von 1310. Im Münchner Frieden von 1313 söhnten sich die Brüder Rudolf und Ludwig IV. vorübergehend aus und regieren nach den Jahren der Trennung Oberbayern wieder gemeinsam. Im selben Jahr besiegte Ludwig dann die Habsburger in der Schlacht von Gammelsdorf und empfahl sich so für die Königskrone. Dessen Sieg im November 1313 entzog das wohlhabende Niederbayern den habsburgischen Ambitionen und festigte die Herrschaft Ludwigs in Bayern.
1314 lag Rudolf daher erneut in Kämpfen mit seinem Bruder Ludwig und unterstützte dann im gleichen Jahr sogar Friedrich den Schönen, als Habsburger nun ein Gegner des Hauses Wittelsbach. Bei der Königswahl im Oktober 1314, die als rivalisierende Doppelwahl an zwei verschiedenen Orten in Frankfurt am Main rechts und links des Mains stattfand, gab Rudolf seine Kurstimme nicht dem Bruder, sondern dem rivalisierenden Habsburger. Am 25. November 1314 wurde Friedrich im Bonner Münster vom Kölner Erzbischof Heinrich von Virneburg zum römisch-deutschen König gekrönt, während Ludwigs Krönung am selben Tag in Aachen, dem traditionellen Krönungsort, vom Mainzer Erzbischof Peter von Aspelt vollzogen wurde. Bald darauf befand sich der gegen Friedrich zum König gewählte Ludwig IV. aber in der Pfalz und in Bayern in der militärischen Offensive, auch wenn eine größere Schlacht zunächst ausblieb.

### Herrschaftsende
Die Münchener Bürgerschaft verhinderte im Frühjahr 1315 den Ausbruch neuer Feindseligkeiten zwischen den Brüdern, aber im Herbst wurde unter anderen Rudolfs wichtige Burg Wolfratshausen von Ludwig eingenommen. 1317 gab Rudolf nach einer Reihe von Niederlagen in seiner aussichtslos gewordenen Lage seine Herrschaftsansprüche in Bayern und der Rheinpfalz weithin auf. Ludwig nahm auch die Rheinpfalz auf Grund des mit seinem Bruder Rudolf am 26. Februar 1317 abgeschlossenen Vertrags mit Waffengewalt in Besitz. Nach dem Vertrag sollte Ludwig so lange allein regieren, wie der Thronstreit mit den Habsburgern andauerte. Rudolf hielt sich dann 1318, wie eine Urkunde aus dem österreichischen Staatsarchiv zeigt, zeitweise in Wien auf. Der Krieg der Wittelsbacher und Habsburger um die Königskrone endete erst 1322, Jahre nach Rudolfs Tod. Aber erst nachdem auch seine Witwe Mechthild im Juni 1323 in Heidelberg starb, deren Hass gegen Ludwig eine dauerhafte Versöhnung unmöglich gemacht hatte, kam es zwischen diesem und den drei Söhnen Rudolfs zu einer Aussöhnung. Wo Rudolf im August 1319 fern der Heimat starb, ist nicht mit Sicherheit bekannt, nach einer Ebersberger Chronik war es Anglia, was der englische Teil Nordfrankreichs gewesen sein könnte. Seine Söhne standen danach unter der Vormundschaft des Grafen Johann von Nassau, einem Anhänger der österreichischen Partei Friedrichs.

## Dynastische Bedeutung
Ende September 1322 besiegte Ludwig schließlich Friedrich in der Schlacht bei Mühldorf und hatte somit freie Hand. 1329 gab Ludwig im Hausvertrag von Pavia die Rheinpfalz und weite Teile der nun sogenannten Oberpfalz den Nachkommen Rudolfs zurück. Dadurch spaltete sich die Dynastie der Wittelsbacher in eine ältere pfälzische und eine jüngere bayerische Linie. Letztere starb 1777 im Mannesstamm aus und wurde von den Nachfahren Rudolfs beerbt. Alle heute lebenden Wittelsbacher stammen von der Pfälzer Linie Rudolfs ab.

## Heirat und Nachkommen
Pfalzgraf und Herzog Rudolf I. heiratete am 1. September 1294 in Nürnberg Prinzessin Mechthild von Nassau (1280–1323), Tochter von König Adolf von Nassau und seiner Gattin Gräfin Imagina von Isenburg-Limburg. Aus der Ehe gingen sechs Kinder hervor:
- Ludwig, Erbprinz von der Pfalz (1297–1312);
- Adolf (1300–1327) ⚭ 1320 Gräfin Irmengard von Oettingen († 1389 als Nonne im Kloster Liebenau bei Worms);
- Rudolf II. (1306–1353)

1. ⚭ 1328 Prinzessin Anna von Görz, Tirol und Kärnten (1300–1335),
2. ⚭ 1348 Prinzessin Margarete von Sizilien aus dem Hause Aragon (1331–1377);

- Ruprecht I. (1309–1390)

1. ⚭ 1350 Gräfin Elisabeth von Flandern-Namur aus dem Hause Dampierre (1340–1382),
2. ⚭ 1385 Prinzessin Beatrix von Berg (1360–1395);

- Mechthild (1312–1375) ⚭ 1331 Graf Johann III. von Sponheim († 1399);
- Anna (1318–1319).